# 今井譲二
今井 譲二（いまい じょうじ、1956年11月1日 - ）は、熊本県宇土郡三角町（現：宇城市）出身の元プロ野球選手（外野手、内野手）。

## 経歴
中学から野球を始め、陸上の大会にも兼任で参加していた。鎮西高校では2年秋からレギュラーとなり2番を打った。
中央大学では1年からベンチ入りし、のちに1番打者として活躍。在学中にプロ野球の入団テストとは知らずに受けて強肩と足の速さで合格したが、退部届を出していなかったため大学側に知れてリーグ戦メンバーから外されたという。その広島の入団テストでは50mを5秒6、遠投ではホームからスタンドにボールを投げ込んでいる。
1978年オフに、ドラフト外で広島東洋カープに入団し、1989年まで在籍した。プロ生活11年間で263試合に出場したが、そのほとんどが代走起用であったため、打席数はわずかに31である。打席に立ったのも代打要員がいなくなった場面がほとんどだったが、晩年は代走専業になったため、特に1987年には36試合に出場し打席数はゼロという珍記録が残っている。それにもかかわらず盗塁数は通算62盗塁をマークし、まさに代走のスペシャリストであった。
盗塁王経験者の高橋慶彦や後に盗塁王になる正田耕三が全盛期の時でも、代走として今井が起用されることがあった。これは今井が投手の癖を知っていて、今井の方がより盗塁の確率が高いと監督が判断したからで、投手の癖を把握している、していないなど監督と話し合っていたという。
入団当初は内野手登録であったが、足の速さを守備にも生かすため後に外野手登録に。しかし山本浩二の代走後の守備には小川達明などが起用され一軍で外野を守ることはほとんどなかった。
現役引退後は、熊本県に帰郷して実家の鮮魚商を継いだ傍ら、お笑いタレントの井手らっきょが主宰していた野球専門学校・プロフェッショナル・ベースボール・アカデミーのコーチも務めており、教え子には岩貞祐太や村上宗隆らがいる。
2007年5月17日、倉敷マスカットスタジアムでの広島対阪神10回戦で、9回表1点差を追う阪神の代走・赤松真人が初球から盗塁を成功させた。解説をしていた達川光男がこの盗塁を褒め、「この場面で初球から走れる度胸は今井譲二のようだ」と回想した。
次男・雄大は、かつての恩師である古葉竹識が監督を務める東京国際大学の野球部でプレーしていた（同チームには津田恒実の息子・大毅も所属していた）。

## 詳細情報

### 年度別打撃成績
| 年 度     | 球 団     | 試 合 | 打 席 | 打 数 | 得 点 | 安 打 | 二 塁 打 | 三 塁 打 | 本 塁 打 | 塁 打 | 打 点 | 盗 塁 | 盗 塁 死 | 犠 打 | 犠 飛 | 四 球 | 敬 遠 | 死 球 | 三 振 | 併 殺 打 | 打 率 | 出 塁 率 | 長 打 率 | O P S |
| --------- | --------- | ----- | ----- | ----- | ----- | ----- | -------- | -------- | -------- | ----- | ----- | ----- | -------- | ----- | ----- | ----- | ----- | ----- | ----- | -------- | ----- | -------- | -------- | ----- |
| 1982      | 広島      | 9     | 2     | 2     | 0     | 1     | 0        | 0        | 0        | 1     | 0     | 0     | 0        | 0     | 0     | 0     | 0     | 0     | 1     | 0        | .500  | .500     | .500     | 1.000 |
| 1983      | 広島      | 31    | 10    | 9     | 10    | 2     | 0        | 0        | 0        | 2     | 1     | 5     | 3        | 0     | 0     | 1     | 0     | 0     | 2     | 1        | .222  | .300     | .222     | .522  |
| 1984      | 広島      | 52    | 8     | 6     | 26    | 1     | 1        | 0        | 0        | 2     | 1     | 15    | 2        | 1     | 0     | 1     | 0     | 0     | 1     | 0        | .167  | .286     | .333     | .619  |
| 1985      | 広島      | 42    | 7     | 6     | 12    | 1     | 0        | 0        | 0        | 1     | 2     | 8     | 4        | 1     | 0     | 0     | 0     | 0     | 0     | 1        | .167  | .167     | .167     | .333  |
| 1986      | 広島      | 46    | 2     | 2     | 13    | 0     | 0        | 0        | 0        | 0     | 0     | 17    | 3        | 0     | 0     | 0     | 0     | 0     | 1     | 0        | .000  | .000     | .000     | .000  |
| 1987      | 広島      | 36    | 0     | 0     | 11    | 0     | 0        | 0        | 0        | 0     | 0     | 9     | 2        | 0     | 0     | 0     | 0     | 0     | 0     | 0        | ----  | ----     | ----     | ----  |
| 1988      | 広島      | 43    | 1     | 1     | 11    | 0     | 0        | 0        | 0        | 0     | 0     | 7     | 5        | 0     | 0     | 0     | 0     | 0     | 1     | 0        | .000  | .000     | .000     | .000  |
| 1989      | 広島      | 4     | 1     | 1     | 0     | 0     | 0        | 0        | 0        | 0     | 0     | 1     | 2        | 0     | 0     | 0     | 0     | 0     | 0     | 0        | .000  | .000     | .000     | .000  |
| 通算：8年 | 通算：8年 | 263   | 31    | 27    | 83    | 5     | 1        | 0        | 0        | 6     | 4     | 62    | 21       | 2     | 0     | 2     | 0     | 0     | 6     | 2        | .185  | .241     | .222     | .464  |

### 記録
- 初出場：1982年4月5日、対ヤクルトスワローズ1回戦（明治神宮野球場）、9回表に山本浩二の代走で出場
- 初安打：1982年5月1日、対読売ジャイアンツ4回戦（後楽園球場）、9回表に定岡正二から単打
- 初盗塁：1983年6月7日、対中日ドラゴンズ戦（広島市民球場）、9回裏に二盗（投手：小松辰雄、捕手：水沼四郎）
- 初先発出場：1983年8月6日、対中日ドラゴンズ16回戦（ナゴヤ球場）、7番・二塁手として先発出場
- 初打点：同上、2回表に藤沢公也から先制適時打

### 背番号
- 60（1979年 - 1982年）
- 36（1983年 - 1989年）